# Rugby a 15 nel 2009
Il 2009 vede il tour dei British and Irish Lions come evento principale dell'anno.
L'Irlanda conquista il suo secondo Grande Slam della storia, un evento atteso dal 1948, mentre la vittoria nei Sei Nazioni è la prima dal 2000. Il Sudafrica conquista il Tri Nations confermandosi al vertice del rugby mondiale.
Il regolamento del rugby a 15 torna ad essere unico: le sperimentazioni con le ELV (Regole sperimentali) terminano. Si abbandona le più estreme, sperimentate nel Super 14, ma anche alcune sperimentate in campo internazionale. Torna tra l'altro il divieto di far crollare la "maul" e si ripristano le vecchie regole sul numero di giocatori in touche.

## Attività internazionale

### Tornei per nazioni
| Torneo               | Vincitore          |
| Sei Nazioni          | Irlanda            |
| Tri Nations          | Sudafrica          |
| Camp. Europeo        | Georgia            |
| Sudamericano A       | Argentina A        |
| Sudamericano B       | Colombia           |
| Coppa d'Africa       | Namibia            |
| CAR Trophy           | Marocco            |
| CAR development      | Niger e Zimbabwe   |
| Asian Five Nations   | Giappone           |
| Churchill Cup        | Irlanda A          |
| Pacific Nations Cup  | Junior All Blacks  |
| IRB Nations Cup 2009 | Scozia A           |
| Oceania Cup          | Papua Nuova Guinea |
| -------------------- | ------------------ |

### Altri test
Al di fuori dei periodi canonici, si sono disputati vari test
| Sale 30 gennaio 2009 | Inghilterra "A" | 66 – 0 | Portogallo |  |

| Hong Kong 4 febbraio 2009 | Hong Kong | 12 – 21 | Taiwan |  |

| Hong Kong 7 febbraio 2009 | Hong Kong A | 20 – 17 | Taiwan |  |

| Carnikava 4 aprile 2009 | Lituania | 55 – 12 | Lettonia |  |

| Pnhom Penh 23 maggio 2009 | Cambogia | 24 – 8 | Laos |  |

| Vienna 13 giugno 2009 | Austria | 20 – 14 | Francia Enterprise XV |  |

| Amsterdam 13 giugno 2009 | Paesi Bassi | 7 – 68 | Inghilterra Studentesca |  |

| Nairobi 15 agosto 2009 | Kenya | 30 – 22 | Uganda |  |

| Kampala 29 agosto 2009 | Uganda | 18 – 13 | Kenya |  |

| Rotweill 26 settembre 2009 | Germania A | 15 – 11 | Svizzera |  |

| Bruxelles 31 ottobre 2009 | Belgio B | 8 – 8 | Arras | Stadio re Baldovino |

### I Barbarians
La selezione dei Barbarians ha disputato i seguenti incontri:
| 31 gennaio 2009 | LlanellI Scarlets | 40 – 24 | Barbarians |  |

| Blackheath 18 marzo 2009 | Blackheath | 45 – 57 | Barbarians | Rectory Fields |

| Bedford 7 aprile 2009 | Bedford Blues | 45 – 75 | Barbarians |  |

| Londra 30 maggio 2009 | Inghilterra XV | 26 – 33 | Barbarians | Twichenham |

| Sydney 6 giugno 2009 | Australia XV | 55 – 7 | Barbarians | Football Stadium |

| Aldershot 11 novembre 2009 | Combined Services | 19 – 22 | Barbarians |  |

| Londra 5 dicembre 2009 | Nuova Zelanda XV | 18 – 25 | Barbarians | Twichenham |

## Competizioni internazionali di club o selezioni
|  | Super 14                    | Bulls                |
|  | Heineken Cup                | Leinster             |
|  | European Challenge Cup      | Northampton Saints   |
|  | Celtic League               | Munster              |
|  | Americas Rugby Championship | Argentina Jaguars    |
|  | Pacific Rugby Cup           | FijI Warriors        |
|  | Yellow Sea Cup              | Shanghai Hairy Crabs |

## Competizioni nazionali

### Africa
| Sudafrica | Currie Cup | Blue Bulls |

### Americhe
| Argentina   | Nacional de Clubes    | Duendes                   |
|             | Interprovinciale      | Córdoba                   |
|             | Camp. di Buenos Aires | Hindú                     |
| Brasile     | Campionato            | Bandeirantes Rugby Club   |
| Canada      | Super League          | non disputato             |
| Stati Uniti | Superleague           | San Francisco Golden Gate |

### Asia
| Giappone | All Japan  | Sanyo Wild Knights  |
| Giappone | Top League | Toshiba Brave Lupus |
| Giappone | Coppa      |                     |

### Europa
| Inghilterra (bandiera) | Coppa Anglo-Gallese     | Cardiff Blues     |
| Irlanda                | AIB League              | Shannon           |
| Galles                 | Campionato              | Cardiff RFC       |
| Galles                 | Coppa                   | Neath RFC         |
| Inghilterra            | Campionato per Club     | Leicester         |
| Inghilterra            | Campionato delle Contee | Lancashire        |
| Francia                | Camopionato             | Perpignan         |
| Italia                 | Coppa                   | Parma             |
| Italia                 | Campionato              | Benetton Treviso  |
| Scozia                 | Campionato              | Ayr RFC           |
| Belgio                 | Coppa                   |                   |
| Belgio                 | Elite League            |                   |
| Rep. Ceca              | CSR Cup                 | RC Zlín           |
| Rep. Ceca              | KB Cup                  | RC Tatra Smíchov  |
| Finlandia              | Campionato              | Warriors          |
| Georgia                | Campionato              | Lelo Tbilisi      |
| Georgia                | Coppa                   | Lelo Tbilisi      |
| Germania               | Bundesliga              | Francoforte 1880  |
| Germania               | DRV Pokal               | SC 1880 Frankfurt |
| Polonia                | Campionato              | Budowlani Łódź    |
| Portogallo             | Campionato              | GD Direito        |
| Portogallo             | Coppa                   | Agronomia         |
| Romania                | Campionato              | Baia Mare         |
| Russia                 | Campionato              | VVA-Podmoskov'e   |
| Spagna                 | Spagna (Copa del Rey)   | CRC Madrid        |
| Spagna                 | Campionato              | CRC Madrid        |
| Svezia                 | Campionato              | Enköpings RK      |

### Oceania
| Australia            | Nazionale per club     | Sydney University                   |
| Nuovo Galles del Sud | Shute Shield           | Sydney University                   |
| Queensland           | Premier Rugby          | Brothers Old Boys                   |
| A.C.T.               | ACTRU Premier Division | Tuggeranong                         |
| Figi                 | Colonial Cup           |                                     |
| Nuova Zelanda        | Air New Zealand Cup    | Canterbury                          |
| Nuova Zelanda        | Ranfurly Shield        | Wellington detentore sino 20/8/2009 |
|                      |                        | Canterbury detentore 29/8 - 22/10   |
|                      |                        | Southland detentore da 22/10/2009   |